# Ramechhap
Ramechhap (trl. Rāmechāp, trb. Ramećhap) – gaun wikas samiti w środkowej części Nepalu w strefie Dźanakpur w dystrykcie Ramechhap. Według nepalskiego spisu powszechnego z 2001 roku liczył on 964 gospodarstw domowych i 5412 mieszkańców (2751 kobiet i 2661 mężczyzn).